# Parma Football Club 1967-1968
Questa pagina raccoglie le informazioni riguardanti il Parma Football Club nelle competizioni ufficiali della stagione 1967-1968.

## Stagione
Nella stagione 1967-1968 il Parma disputa il girone B del campionato di Serie D, con 34 punti in classifica si piazza in sesta posizione, il torneo è stato vinto dalla Cremonese con 48 punti che fa così ritorno in Serie C, retrocedono nei dilettanti il Beretta di Gardone Val Trompia, il Guastalla e il Saronno.
Il Parma nato nel 1913 come Foot Ball Club e trasformatosi nel 1930 in Associazione Sportiva, nel 1967-1968 viene messo in liquidazione e commissariato nel tentativo di salvarlo, è trasformato in Parma Football Club. Il campo vede i crociati dibattersi tra alti e bassi e chiudere il torneo ancora come la scorsa stagione al sesto posto, con qualche punto in meno. A guidare la truppa ducale è il parmense di Medesano Giancarlo Vitali che malgrado l'impegno profuso, non può contendere il primato a formazioni meglio attrezzate come Cremonese, Derthona, Pergolettese, Seregno e Vigevano, che non per caso gli arrivano davanti. La squadra non mette in mostra individualità di rilievo, i migliori marcatori stagionali con cinque reti sono William Rizzi e Luciano Vitali.

## Rosa
| N. |                   | Ruolo | Calciatore         |
| -- | ----------------- | ----- | ------------------ |
|    | Italia (bandiera) | D     | Giuseppe Bruschi   |
|    | Italia (bandiera) | A     | Luigi Capelli      |
|    | Italia (bandiera) | C     | Antonio Cervi      |
|    | Italia (bandiera) | C     | Ernesto Coruzzi    |
|    | Italia (bandiera) | C     | Lino Fava          |
|    | Italia (bandiera) | C     | Gianpaolo Fontana  |
|    | Italia (bandiera) | A     | Fabrizio Gatti     |
|    | Italia (bandiera) | C     | Claudio Govi       |
|    | Italia (bandiera) | D     | Giuseppe Grulla    |
|    | Italia (bandiera) | A     | Vittorio Ilariuzzi |

| N. |                   | Ruolo | Calciatore        |
| -- | ----------------- | ----- | ----------------- |
|    | Italia (bandiera) | D     | Giuseppe Manghi   |
|    | Italia (bandiera) | A     | Paolo Orzenini    |
|    | Italia (bandiera) | C     | Ettore Pedrelli   |
|    | Italia (bandiera) | P     | Maurizio Pedretti |
|    | Italia (bandiera) | D     | Ermes Polli       |
|    | Italia (bandiera) | A     | William Rizzi     |
|    | Italia (bandiera) | C     | Fausto Sbernini   |
|    | Italia (bandiera) | P     | Gianni Uccelli    |
|    | Italia (bandiera) | A     | Luciano Vitali    |

## Risultati

### Girone di andata
| Arbitro: | Veronese (Venezia) |

|                               |           |               |
| Barzetti 46’ Silva 71’ (rig.) | Marcatori | 79’ Ilariuzzi |

| Arbitro: | Bassignana (Pavia) |

|           |           |             |
| Gatti 62’ | Marcatori | 70’ Roncada |

| Arbitro: | Callegaro (Vicenza) |

|  |           |                         |
|  | Marcatori | 45’ Gatti 71’ Ilariuzzi |

| Arbitro: | Chiapponi (Livorno) |

|           |           |  |
| Gatti 62’ | Marcatori |  |

| Arbitro: | Governa (Alessandria) |

|  |           |                            |
|  | Marcatori | 54’ Fontana 57’, 77’ Rizzi |

| Parma 29 ottobre 1967 6ª giornata | Parma                 | 0 – 0 | Moglia | Stadio Ennio Tardini\| Arbitro: \| Varnero (Alessandria) \| |
| Arbitro:                          | Varnero (Alessandria) |       |        |                                                             |

| Arbitro: | Laurenti (Padova) |

|              |           |  |
| Vanzulli 75’ | Marcatori |  |

| Parma 12 novembre 1967 8ª giornata | Parma            | 0 – 0 | Voghera | Stadio Ennio Tardini\| Arbitro: \| Alberti (Genova) \| |
| Arbitro:                           | Alberti (Genova) |       |         |                                                        |

| Arbitro: | Guarini (Cittadella) |

|           |           |  |
| Biloni 3’ | Marcatori |  |

| Arbitro: | Vaccaro (Torino) |

|  |           |                |
|  | Marcatori | 49’ Fiorentini |

| Arbitro: | Albertini (Torino) |

|            |           |  |
| Vecchi 86’ | Marcatori |  |

| Arbitro: | Andreoli (Padova) |

|                                        |           |                            |
| Rizzi 28’ Fontana 36’ (rig.) Gatti 55’ | Marcatori | 53’ Caccia 83’ (rig.) Lana |

| Arbitro: | Zecchini (Torino) |

|                              |           |                       |
| Magni 67’ (aut.), 78’ (aut.) | Marcatori | 11’ Passera 84’ Magni |

| Crema 24 dicembre 1967 14ª giornata | Pergolettese           | 0 – 0 | Parma | Stadio Giuseppe Voltini\| Arbitro: \| Perissinotto (Venezia) \| |
| Arbitro:                            | Perissinotto (Venezia) |       |       |                                                                 |

| Arbitro: | Pozzo (Udine) |

|                        |           |           |
| Manghi 54’ Fontana 87’ | Marcatori | 55’ Gorno |

| Saronno 14 gennaio 1968 16ª giornata | Saronno             | 0 – 0 | Parma | Stadio Colombo-Gianetti\| Arbitro: \| Filippi (La Spezia) \| |
| Arbitro:                             | Filippi (La Spezia) |       |       |                                                              |

| Arbitro: | Barboni (Firenze) |

|            |           |            |
| Vitali 44’ | Marcatori | 28’ Nordio |

### Girone di ritorno
| Arbitro: | Testuzza (Genova) |

|          |           |  |
| Govi 29’ | Marcatori |  |

| Mirandola 4 febbraio 1968 19ª giornata | Mirandolese         | 0 – 0 | Parma | Stadio Libero Lolli\| Arbitro: \| Tenderini (Venezia) \| |
| Arbitro:                               | Tenderini (Venezia) |       |       |                                                          |

| Arbitro: | Poli (Bari) |

|                        |           |  |
| Rizzi 20’ Orzenini 73’ | Marcatori |  |

| San Secondo Parmense 18 febbraio 1968 21ª giornata | San Secondo    | 0 – 0 | Parma | Stadio Comunale\| Arbitro: \| Lizier (Ivrea) \| |
| Arbitro:                                           | Lizier (Ivrea) |       |       |                                                 |

| Arbitro: | Caresana (Borgomanero) |

|  |           |                      |
|  | Marcatori | 61’ (rig.) Papazzoni |

| Moglia 3 marzo 1968 23ª giornata | Moglia          | 0 – 0 | Parma | Stadio Angelo Pavesi\| Arbitro: \| Barra (Potenza) \| |
| Arbitro:                         | Barra (Potenza) |       |       |                                                       |

| Arbitro: | Grippiolo (Torino) |

|             |           |                           |
| Capelli 41’ | Marcatori | 22’ Anghileri 44’ Dallari |

| Arbitro: | Cerrato (Torino) |

|            |           |  |
| Papetti 4’ | Marcatori |  |

| Arbitro: | Di Stefano (Venezia) |

|               |           |  |
| Ilariuzzi 50’ | Marcatori |  |

| Arbitro: | Celli (Trieste) |

|  |           |               |
|  | Marcatori | 57’ Ilariuzzi |

| Arbitro: | Crista (Livorno) |

|            |           |            |
| Vitali 24’ | Marcatori | 61’ Vecchi |

| Arbitro: | Andreoli (Padova) |

|           |           |  |
| Caccia 8’ | Marcatori |  |

| Arbitro: | Filippi (La Spezia) |

|            |           |            |
| Morino 31’ | Marcatori | 65’ (Fava) |

| Parma 5 maggio 1968 31ª giornata | Parma            | 0 – 0 | Pergolettese | Stadio Ennio Tardini\| Arbitro: \| Bellandi (Lucca) \| |
| Arbitro:                         | Bellandi (Lucca) |       |              |                                                        |

| Lodi 12 maggio 1968 32ª giornata | Fanfulla                   | – 0 | Parma | Stadio Dossenina\| Arbitro: \| Iseppi (San Donà di Piave) \| |
| Arbitro:                         | Iseppi (San Donà di Piave) |     |       |                                                              |

| Arbitro: | Simoncini (La Spezia) |

|                                |           |              |
| Rizzi 12’ Vitali 28’, 31’, 42’ | Marcatori | 64’ Vincenzi |

| Arbitro: | Volari (Monfalcone) |

|                             |           |  |
| Cazzola 4’ Polli 53’ (aut.) | Marcatori |  |